# Madon

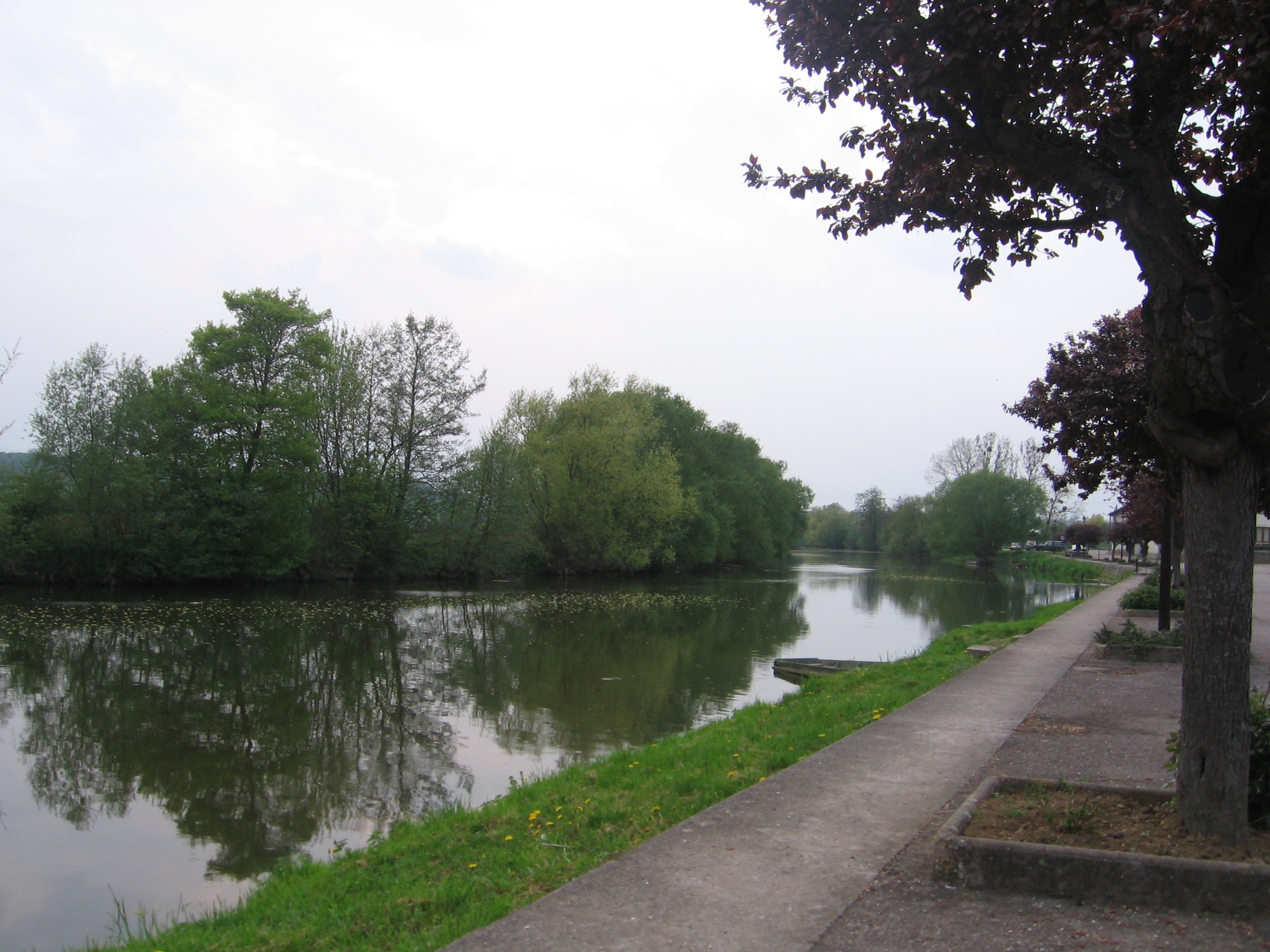
Il Madon ad Haroué.

Il Madon è un fiume francese che scorre nella regione del Grand Est; è un affluente della Mosella. Esso scorre dalle colline della Vôge, attraversando i dipartimenti dei Vosgi e di Meurthe e Mosella.

## Idrografia
La sua sorgente si trova ai piedi del monte Ménamon, vetta più elevata dei monti Faucilles. Il suo primo guado, sulla via romana da Langres a Donon, ha dato il suo nome a Void d'Escles. Le principali località attraversate sono Bainville-aux-Saules, Mirecourt, Haroué e Pulligny. Dopo aver serpeggiato sui pianori dello Saintois e del Vermois, terminando un percorso lungo 96,9 km, il fiume sfocia nella Mosella a Pont-Saint-Vincent, periferia sud-ovest di Nancy.
Ad Ambacourt, due chilometri a valle di Mirecourt, la qualità delle sue acque consente di ospitare una piccola colonia di castori.

## Affluenti principali
- l'Illon
- la Gitte
- la Saule
- il Val d'Arol
- il Colon
- il Brénon